# Molophilus (Austromolophilus) mattfulleri
Molophilus (Austromolophilus) mattfulleri is een tweevleugelige uit de familie steltmuggen (Limoniidae). De soort komt voor in het Australaziatisch gebied.